# Llista de topònims de Clariana de Cardener
Llista de topònims (noms propis de lloc) del municipi de Clariana de Cardener, al Solsonès
Informació actualitzada per un bot. Els canvis manuals es perdran quan s'actualitzi!

## bosc
| imatge | Nom               | Ubicat a                   | instància de | Detalls | coordenades                                                           | Protecció | Commons (més fotos) | Dades a WD                    |
| ------ | ----------------- | -------------------------- | ------------ | ------- | --------------------------------------------------------------------- | --------- | ------------------- | ----------------------------- |
|        | Bosc de Sant Ponç | Clariana de Cardener Navès | bosc         |         | 41° 58′ 53″ N, 1° 36′ 07″ E / 41.98139167°N,1.60202139°E 523 645 msnm |           |                     | Modifica les dades a Wikidata |
|        | Bosc del Sastre   | Clariana de Cardener       | bosc         |         | 41° 54′ 39″ N, 1° 36′ 50″ E / 41.91089722°N,1.61375833°E 575 650 msnm |           |                     | Modifica les dades a Wikidata |
|        | Pla de la Guàrdia | Riner Clariana de Cardener | bosc         |         | 41° 57′ 09″ N, 1° 35′ 25″ E / 41.9525°N,1.59014°E 720 msnm            |           |                     | Modifica les dades a Wikidata |

## creu de terme
| imatge | Nom        | Ubicat a             | instància de  | Detalls | coordenades                                                                  | Protecció | Commons (més fotos) | Dades a WD                    |
| ------ | ---------- | -------------------- | ------------- | ------- | ---------------------------------------------------------------------------- | --------- | ------------------- | ----------------------------- |
|        | Creu Negra | Clariana de Cardener | creu de terme |         | 41° 54′ 19″ N, 1° 36′ 00″ E / 41.9051698847772°N,1.60003527020257°E 677 msnm |           |                     | Modifica les dades a Wikidata |
|        | la Creueta | Clariana de Cardener | creu de terme |         | 41° 57′ 59″ N, 1° 35′ 29″ E / 41.9664897963508°N,1.59151286559986°E 650 msnm |           |                     | Modifica les dades a Wikidata |

## curs d'aigua
| imatge | Nom                  | Ubicat a                                         | instància de | Detalls                                                     | coordenades | Protecció | Commons (més fotos)  | Dades a WD                    |
| ------ | -------------------- | ------------------------------------------------ | ------------ | ----------------------------------------------------------- | --- | --------- | -------------------- | ----------------------------- |
|        | Cardener             | Solsonès Bages                                   | curs d'aigua | Desemboca: Llobregat Llarg: 87km Conca: 1374km²             | 42° 10′ 54″ N, 1° 34′ 44″ E / 42.181581°N,1.578805°E 41° 40′ 47″ N, 1° 51′ 10″ E / 41.679718°N,1.852642°E                                      |           | Cardener River       | Modifica les dades a Wikidata |
|        | Rasa Perpètua        | Olius Clariana de Cardener                       | curs d'aigua | Desemboca: Cardener Llarg: 5.23km Conca: 7.09km²            | 41° 58′ 59″ N, 1° 33′ 22″ E / 41.98301694444445°N,1.5560461111111112°E 41° 58′ 16″ N, 1° 35′ 29″ E / 41.97102°N,1.591503888888889°E            |           |                      | Modifica les dades a Wikidata |
|        | Riguera Grossa       | Clariana de Cardener                             | curs d'aigua | Desemboca: riu Negre Llarg: 1.19km Conca: 44ha              | 41° 57′ 12″ N, 1° 33′ 43″ E / 41.953339°N,1.562011°E 41° 56′ 40″ N, 1° 33′ 24″ E / 41.944451°N,1.556679°E                                      |           |                      | Modifica les dades a Wikidata |
|        | rasa d'Anglerill     | Clariana de Cardener                             | curs d'aigua | Desemboca: riu Negre Llarg: 6.37km Conca: 6.22km²           | 41° 53′ 34″ N, 1° 35′ 03″ E / 41.89290805555556°N,1.5842769444444444°E 41° 55′ 52″ N, 1° 37′ 26″ E / 41.931018888888886°N,1.623893888888889°E  |           |                      | Modifica les dades a Wikidata |
|        | rasa de Bullons      | Clariana de Cardener                             | curs d'aigua | Desemboca: riu Negre Llarg: 2.21km Conca: 2.83km²           | 41° 58′ 05″ N, 1° 33′ 43″ E / 41.968088°N,1.562022°E 41° 57′ 12″ N, 1° 32′ 50″ E / 41.953449°N,1.547112°E                                      |           |                      | Modifica les dades a Wikidata |
|        | rasa de Cal Soldat   | Clariana de Cardener Cardona                     | curs d'aigua | Desemboca: torrent de Sant Grau Llarg: 0.97km Conca: 39.2ha | 41° 56′ 30″ N, 1° 38′ 29″ E / 41.94172805555556°N,1.641325°E 41° 56′ 41″ N, 1° 39′ 01″ E / 41.944795°N,1.6501511111111111°E                    |           |                      | Modifica les dades a Wikidata |
|        | rasa de Font Salada  | Riner Clariana de Cardener                       | curs d'aigua | Desemboca: Cardener Llarg: 1.78km Conca: 198ha              | 41° 57′ 55″ N, 1° 35′ 15″ E / 41.96536888888889°N,1.587495°E 41° 57′ 26″ N, 1° 36′ 21″ E / 41.957295°N,1.6059661111111112°E                    |           |                      | Modifica les dades a Wikidata |
|        | rasa de Garrigó      | Clariana de Cardener                             | curs d'aigua | Desemboca: Cardener Llarg: 0.94km Conca: 62ha               | 41° 56′ 57″ N, 1° 37′ 15″ E / 41.94906°N,1.620968°E 41° 56′ 39″ N, 1° 36′ 56″ E / 41.944201°N,1.615427°E                                       |           |                      | Modifica les dades a Wikidata |
|        | rasa de Sant Miquel  | Riner Clariana de Cardener                       | curs d'aigua | Desemboca: Cardener Llarg: 0.97km Conca: 51ha               | 41° 56′ 41″ N, 1° 36′ 09″ E / 41.944765°N,1.602505°E 41° 56′ 42″ N, 1° 36′ 47″ E / 41.94491694444445°N,1.6131180555555555°E                    |           |                      | Modifica les dades a Wikidata |
|        | rasa de l'Estelroig  | Clariana de Cardener                             | curs d'aigua | Desemboca: riu Negre Llarg: 2.55km Conca: 2.75km²           | 41° 57′ 34″ N, 1° 34′ 13″ E / 41.959332°N,1.570198°E 41° 56′ 36″ N, 1° 34′ 46″ E / 41.943438°N,1.579474°E                                      |           |                      | Modifica les dades a Wikidata |
|        | rasa de l'Obac       | Clariana de Cardener                             | curs d'aigua | Desemboca: rasa d'Anglerill Llarg: 0.85km Conca: 53ha       | 41° 55′ 05″ N, 1° 36′ 49″ E / 41.918022°N,1.613565°E 41° 55′ 16″ N, 1° 36′ 39″ E / 41.92118°N,1.610711°E                                       |           |                      | Modifica les dades a Wikidata |
|        | rasa de la Cabra     | Clariana de Cardener                             | curs d'aigua | Desemboca: riu Negre Llarg: 0.72km Conca: 30ha              | 41° 57′ 09″ N, 1° 33′ 23″ E / 41.952606°N,1.556283°E 41° 56′ 55″ N, 1° 33′ 07″ E / 41.948548°N,1.552001°E                                      |           |                      | Modifica les dades a Wikidata |
|        | rasa de la Flauta    | Clariana de Cardener                             | curs d'aigua | Desemboca: Cardener Llarg: 0.5km Conca: 22ha                | 41° 56′ 30″ N, 1° 36′ 40″ E / 41.941725°N,1.611169°E 41° 56′ 39″ N, 1° 36′ 53″ E / 41.944286°N,1.614811°E                                      |           |                      | Modifica les dades a Wikidata |
|        | rasa del Rovelló     | Cardona Clariana de Cardener                     | curs d'aigua | Desemboca: rasa del Rèvol Llarg: 1.98km Conca: 90ha         | 41° 53′ 58″ N, 1° 36′ 46″ E / 41.899435°N,1.6126711111111112°E 41° 54′ 54″ N, 1° 37′ 19″ E / 41.91498611111111°N,1.6220769444444445°E          |           |                      | Modifica les dades a Wikidata |
|        | rasa del Rèvol       | Cardona Clariana de Cardener                     | curs d'aigua | Desemboca: Cardener Llarg: 6.2km Conca: 6.19km²             | 41° 53′ 37″ N, 1° 35′ 48″ E / 41.893746944444445°N,1.5966469444444444°E 41° 55′ 49″ N, 1° 38′ 27″ E / 41.930295°N,1.6407919444444443°E         |           |                      | Modifica les dades a Wikidata |
|        | rasa del Soler       | Clariana de Cardener                             | curs d'aigua | Desemboca: Cardener Llarg: 1.54km Conca: 69ha               | 41° 56′ 52″ N, 1° 37′ 51″ E / 41.947698°N,1.630962°E 41° 56′ 25″ N, 1° 37′ 21″ E / 41.940264°N,1.622412°E                                      |           |                      | Modifica les dades a Wikidata |
|        | rasa dels Ensorrats  | Clariana de Cardener                             | curs d'aigua | Desemboca: Cardener Llarg: 2.22km Conca: 178ha              | 41° 57′ 53″ N, 1° 37′ 16″ E / 41.964624°N,1.621065°E 41° 57′ 01″ N, 1° 36′ 41″ E / 41.950269°N,1.611421°E                                      |           |                      | Modifica les dades a Wikidata |
|        | riu Negre            | Solsona Riner Lladurs Clariana de Cardener Olius | curs d'aigua | Desemboca: Cardener Llarg: 26.3km Conca: 108.28km²          | 42° 02′ 43″ N, 1° 29′ 17″ E / 42.04524305555555°N,1.4879669444444446°E 41° 55′ 49″ N, 1° 38′ 03″ E / 41.93026388888889°N,1.6342619444444444°E  |           | Riu Negre (Solsonès) | Modifica les dades a Wikidata |
|        | torrent d'Albereda   | Navès Clariana de Cardener                       | curs d'aigua | Desemboca: Cardener Llarg: 7.91km Conca: 10.8km²            | 42° 01′ 48″ N, 1° 36′ 02″ E / 42.029873888888886°N,1.6005330555555557°E 41° 58′ 43″ N, 1° 36′ 34″ E / 41.97870805555556°N,1.6093069444444446°E |           |                      | Modifica les dades a Wikidata |
|        | torrent de Sant Grau | Navès Clariana de Cardener Montmajor Cardona     | curs d'aigua | Desemboca: Cardener Llarg: 5.5km Conca: 7.87km²             | 41° 58′ 02″ N, 1° 37′ 24″ E / 41.96714694444445°N,1.6232219444444445°E 41° 56′ 11″ N, 1° 39′ 15″ E / 41.936281111111114°N,1.6542838888888889°E |           |                      | Modifica les dades a Wikidata |

## entitat singular de població
| imatge | Nom                  | Ubicat a             | instància de                                   | Detalls | coordenades                                                       | Protecció | Commons (més fotos)              | Dades a WD                    |
| ------ | -------------------- | -------------------- | ---------------------------------------------- | ------- | ----------------------------------------------------------------- | --------- | -------------------------------- | ----------------------------- |
|        | Clariana de Cardener | Clariana de Cardener | entitat singular de població capital municipal | 53 hab  | 41° 56′ 02″ N, 1° 37′ 29″ E / 41.93383651°N,1.62480448°E          |           |                                  | Modifica les dades a Wikidata |
|        | Hortoneda            | Clariana de Cardener | entitat singular de població                   | 30 hab  | 41° 57′ 44″ N, 1° 34′ 28″ E / 41.962342°N,1.574447°E 725 msnm     |           | Hortoneda (Clariana de Cardener) | Modifica les dades a Wikidata |
|        | Sant Just i Joval    | Clariana de Cardener | entitat singular de població                   | 63 hab  | 41° 58′ 12″ N, 1° 33′ 54″ E / 41.96988056°N,1.56508889°E 720 msnm |           | Sant Just i Joval                | Modifica les dades a Wikidata |
|        | Sant Ponç            | Clariana de Cardener | entitat singular de població                   | 14 hab  | 41° 57′ 48″ N, 1° 36′ 05″ E / 41.96321389°N,1.60141111°E 531 msnm |           | Sant Ponç (Clariana de Cardener) | Modifica les dades a Wikidata |

## església
| imatge | Nom                                    | Ubicat a             | instància de                 | Detalls                                                 | coordenades                                                                                                 | Protecció                   | Commons (més fotos)                    | Dades a WD                    |
| ------ | -------------------------------------- | -------------------- | ---------------------------- | ------------------------------------------------------- | --- | --------------------------- | -------------------------------------- | ----------------------------- |
|        | Antiga església de Sant Martí de Joval | Sant Just i Joval    | església                     | Estil: arquitectura romànica 10th century               | 41° 58′ 44″ N, 1° 35′ 14″ E / 41.978975°N,1.58733°E 644 msnm                                                | bé cultural d'interès local | Antiga església de Sant Martí de Joval | Modifica les dades a Wikidata |
|        | Sant Martí de Joval                    | Sant Just i Joval    | església                     | Estil: arquitectura popular 18th century                | 41° 58′ 41″ N, 1° 35′ 19″ E / 41.9781°N,1.58853°E 614 msnm                                                  | bé cultural d'interès local | Sant Martí de Joval                    | Modifica les dades a Wikidata |
|        | Sant Ponç                              | Clariana de Cardener | església                     | Estil: arquitectura romànica 12nd century               | 41° 57′ 58″ N, 1° 36′ 16″ E / 41.966102°N,1.604577°E ca:Embasament de Sant Ponç                             | bé cultural d'interès local | Sant Ponç de Clariana de Cardener      | Modifica les dades a Wikidata |
|        | Sant Salvador de Golorons              | Sant Just i Joval    | església                     | Estil: arquitectura romànica 11st century Estat: ruïnós | 41° 59′ 06″ N, 1° 35′ 43″ E / 41.985004°N,1.595406°E ca:Ctra. Berga, km 7,7 pista a mà dreta, 3 km 581 msnm | bé cultural d'interès local | Sant Salvador de Golorons              | Modifica les dades a Wikidata |
|        | Sant Serni de Clariana                 | Clariana de Cardener | església església parroquial | Estil: historicisme arquitectònic 20th century          | 41° 55′ 59″ N, 1° 37′ 26″ E / 41.933181°N,1.623863°E ca:Ctra. Manresa, km 36 506 msnm                       | bé cultural d'interès local | Sant Serni de Clariana                 | Modifica les dades a Wikidata |
|        | Santa Constança                        | Sant Ponç            | església                     |                                                         | 41° 57′ 27″ N, 1° 36′ 40″ E / 41.957574962426°N,1.6112303867157°E 584 msnm                                  |                             |                                        | Modifica les dades a Wikidata |
|        | Santa Maria del Soler                  | Clariana de Cardener | església                     | Estil: arquitectura romànica 11st century               | 41° 56′ 50″ N, 1° 37′ 43″ E / 41.9472°N,1.62854°E 590 msnm                                                  | bé cultural d'interès local | Santa Maria del Soler                  | Modifica les dades a Wikidata |
|        | Santa Àgata (Clariana de Cardener)     | Clariana de Cardener | església                     | Estil: arquitectura romànica 10th century               | 41° 55′ 42″ N, 1° 38′ 24″ E / 41.928225°N,1.64011667°E 495 msnm                                             | bé cultural d'interès local | Santa Àgata (Clariana de Cardener)     | Modifica les dades a Wikidata |
|        | la Sagrada Família                     | Sant Just i Joval    | església capella             |                                                         | 41° 58′ 06″ N, 1° 35′ 01″ E / 41.9683102525168°N,1.58355592374508°E 684 msnm                                |                             | La Sagrada Família de Joval            | Modifica les dades a Wikidata |

## indret
| imatge | Nom                    | Ubicat a                         | instància de | Detalls | coordenades                                                           | Protecció | Commons (més fotos) | Dades a WD                    |
| ------ | ---------------------- | -------------------------------- | ------------ | ------- | --------------------------------------------------------------------- | --------- | ------------------- | ----------------------------- |
|        | Costa de la Mina       | Sant Ponç                        | indret       |         | 41° 57′ 43″ N, 1° 36′ 42″ E / 41.96184444°N,1.61170833°E 575 675 msnm |           |                     | Modifica les dades a Wikidata |
|        | El Codonyer            | Clariana de Cardener             | indret       |         | 41° 54′ 24″ N, 1° 34′ 53″ E / 41.90668889°N,1.5814°E 711 msnm         |           |                     | Modifica les dades a Wikidata |
|        | L'Estelroig            | Hortoneda                        | indret       |         | 41° 57′ 20″ N, 1° 34′ 26″ E / 41.9555°N,1.57377°E 707 msnm            |           |                     | Modifica les dades a Wikidata |
|        | Pla de Golferics       | Sant Just i Joval Olius          | indret       |         | 41° 58′ 13″ N, 1° 33′ 14″ E / 41.9703°N,1.55381°E 740 msnm            |           |                     | Modifica les dades a Wikidata |
|        | Pla de l'Àliga         | Clariana de Cardener Navès Olius | indret       |         | 41° 59′ 33″ N, 1° 36′ 21″ E / 41.99246944°N,1.60593056°E 652 msnm     |           |                     | Modifica les dades a Wikidata |
|        | Pla de la Creu de Dalt | Hortoneda                        | indret       |         | 41° 57′ 17″ N, 1° 33′ 39″ E / 41.95485833°N,1.56073889°E 750 msnm     |           |                     | Modifica les dades a Wikidata |
|        | Pla del Llamp          | Cardona Clariana de Cardener     | indret       |         | 41° 55′ 44″ N, 1° 39′ 12″ E / 41.92895556°N,1.65323056°E 585 msnm     |           |                     | Modifica les dades a Wikidata |

## masia
| imatge | Nom                   | Ubicat a             | instància de        | Detalls                                  | coordenades                                                                                         | Protecció                                  | Commons (més fotos)               | Dades a WD                    |
| ------ | --------------------- | -------------------- | ------------------- | ---------------------------------------- | --------------------------------------------------------------------------------------------------- | ------------------------------------------ | --------------------------------- | ----------------------------- |
|        | Altamís               | Clariana de Cardener | masia               |                                          | 41° 54′ 06″ N, 1° 36′ 16″ E / 41.90163889°N,1.6045°E 692 msnm                                       |                                            |                                   | Modifica les dades a Wikidata |
|        | Anglarill             | Clariana de Cardener | masia               |                                          | 41° 53′ 55″ N, 1° 35′ 12″ E / 41.89861111°N,1.58672222°E 720 msnm                                   |                                            | Anglerill (Clariana de Cardener)  | Modifica les dades a Wikidata |
|        | Astruc                | Clariana de Cardener | masia               | Estat: ruïnós                            | 41° 56′ 50″ N, 1° 37′ 55″ E / 41.9471740112821°N,1.6319798363212°E 592 msnm                         |                                            |                                   | Modifica les dades a Wikidata |
|        | Bajona                | Sant Just i Joval    | masia               | Estil: arquitectura popular 14th century | 41° 58′ 04″ N, 1° 35′ 04″ E / 41.9679°N,1.58433°E ca:Ctra. C-55, km 74,4 684 msnm                   | bé cultural d'interès local                | Bajona de Joval                   | Modifica les dades a Wikidata |
|        | Borrelles             | Clariana de Cardener | masia               |                                          | 41° 55′ 27″ N, 1° 36′ 25″ E / 41.92409722°N,1.60708333°E 647 msnm                                   |                                            |                                   | Modifica les dades a Wikidata |
|        | Bullons               | Hortoneda            | masia               |                                          | 41° 57′ 51″ N, 1° 32′ 53″ E / 41.96402778°N,1.54794444°E 722 msnm                                   |                                            |                                   | Modifica les dades a Wikidata |
|        | Bàlius                | Clariana de Cardener | masia               |                                          | 41° 53′ 27″ N, 1° 35′ 12″ E / 41.8909°N,1.58656°E 742 msnm                                          |                                            |                                   | Modifica les dades a Wikidata |
|        | Ca n'Arpa             | Clariana de Cardener | masia               |                                          | 41° 57′ 10″ N, 1° 38′ 00″ E / 41.9527°N,1.63328°E 595 msnm                                          |                                            |                                   | Modifica les dades a Wikidata |
|        | Cabrineti             | Hortoneda            | masia               |                                          | 41° 57′ 05″ N, 1° 33′ 55″ E / 41.95141667°N,1.56519444°E 728 msnm                                   |                                            |                                   | Modifica les dades a Wikidata |
|        | Cal Bernoi            | Clariana de Cardener | masia               |                                          | 41° 57′ 26″ N, 1° 37′ 33″ E / 41.9572°N,1.62586°E 584 msnm                                          |                                            |                                   | Modifica les dades a Wikidata |
|        | Cal Bondéu            | Clariana de Cardener | masia               |                                          | 41° 56′ 08″ N, 1° 36′ 18″ E / 41.93569444°N,1.60491667°E 489 msnm                                   |                                            |                                   | Modifica les dades a Wikidata |
|        | Cal Cabra             | Clariana de Cardener | masia               |                                          | 41° 54′ 37″ N, 1° 35′ 23″ E / 41.9103°N,1.58972°E 692 msnm                                          |                                            |                                   | Modifica les dades a Wikidata |
|        | Cal Codina            | Hortoneda            | masia               |                                          | 41° 57′ 41″ N, 1° 34′ 26″ E / 41.9614097342041°N,1.57397069120071°E 721 msnm                        |                                            |                                   | Modifica les dades a Wikidata |
|        | Cal General           | Sant Just i Joval    | masia               |                                          | 41° 58′ 21″ N, 1° 35′ 05″ E / 41.97241667°N,1.58475°E 619 msnm                                      |                                            |                                   | Modifica les dades a Wikidata |
|        | Cal Janet             | Clariana de Cardener | masia               | Estat: ruïnós                            | 41° 55′ 12″ N, 1° 36′ 20″ E / 41.9200525233675°N,1.60553457655219°E 573 msnm                        |                                            |                                   | Modifica les dades a Wikidata |
|        | Cal Joan              | Clariana de Cardener | masia               |                                          | 41° 57′ 03″ N, 1° 37′ 51″ E / 41.95075°N,1.63086111°E 612 msnm                                      |                                            |                                   | Modifica les dades a Wikidata |
|        | Cal Mart              | Clariana de Cardener | masia               |                                          | 41° 57′ 44″ N, 1° 36′ 21″ E / 41.9621891746859°N,1.60589515987611°E                                 |                                            |                                   | Modifica les dades a Wikidata |
|        | Cal Miró              | Hortoneda            | masia               | Estil: arquitectura popular 14th century | 41° 57′ 45″ N, 1° 34′ 29″ E / 41.962503°N,1.574644°E 721 msnm                                       | bé cultural d'interès local                | Cal Miró (Clariana)               | Modifica les dades a Wikidata |
|        | Cal Perpetu           | Sant Ponç            | masia               |                                          | 41° 57′ 47″ N, 1° 36′ 06″ E / 41.9629468566992°N,1.60154646498602°E 533 msnm                        |                                            |                                   | Modifica les dades a Wikidata |
|        | Cal Sastre            | Clariana de Cardener | masia               | Estat: ruïnós                            | 41° 54′ 29″ N, 1° 36′ 46″ E / 41.9081084178614°N,1.61284793636918°E 643 msnm                        |                                            |                                   | Modifica les dades a Wikidata |
|        | Cal Soldat            | Clariana de Cardener | masia               | Estat: ruïnós                            | 41° 56′ 48″ N, 1° 38′ 58″ E / 41.9467045001986°N,1.649374525309°E 488 msnm                          |                                            |                                   | Modifica les dades a Wikidata |
|        | Cal Teixidor          | Sant Just i Joval    | masia               |                                          | 41° 59′ 10″ N, 1° 34′ 09″ E / 41.9862°N,1.56919°E 676 msnm                                          |                                            |                                   | Modifica les dades a Wikidata |
|        | Cal Veí               | Sant Just i Joval    | masia               |                                          | 41° 58′ 30″ N, 1° 35′ 31″ E / 41.9749881063565°N,1.59194115079315°E 620 msnm                        |                                            |                                   | Modifica les dades a Wikidata |
|        | Cal Xeringa           | Sant Just i Joval    | masia               |                                          | 41° 58′ 50″ N, 1° 34′ 50″ E / 41.9805759534801°N,1.58055610259061°E 593 msnm                        |                                            |                                   | Modifica les dades a Wikidata |
|        | Calguer               | Sant Just i Joval    | masia               |                                          | 41° 58′ 18″ N, 1° 34′ 13″ E / 41.9716210722117°N,1.57019463156432°E 673 msnm                        |                                            |                                   | Modifica les dades a Wikidata |
|        | Can Blanc             | Hortoneda            | masia               | Estil: arquitectura popular 13rd century | 41° 57′ 45″ N, 1° 34′ 28″ E / 41.962531°N,1.574336°E 724 msnm                                       | bé cultural d'interès local                | Can Blanc (Clariana)              | Modifica les dades a Wikidata |
|        | Can Joval             | Sant Just i Joval    | masia               | Estil: arquitectura popular 12nd century | 41° 58′ 31″ N, 1° 33′ 57″ E / 41.9754°N,1.56594°E ca:Crta. Manresa, km. 77,8 702 msnm               | bé integrant del patrimoni cultural català | Can Joval                         | Modifica les dades a Wikidata |
|        | Can Nadal             | Clariana de Cardener | masia               |                                          | 41° 56′ 34″ N, 1° 35′ 16″ E / 41.9428°N,1.58775°E 611 msnm                                          |                                            |                                   | Modifica les dades a Wikidata |
|        | Can Torres            | Clariana de Cardener | masia               |                                          | 41° 56′ 47″ N, 1° 37′ 16″ E / 41.9463043486147°N,1.62101999888344°E 556 msnm                        |                                            | Can Torres (Clariana de Cardener) | Modifica les dades a Wikidata |
|        | Canet                 | Clariana de Cardener | masia               |                                          | 41° 56′ 45″ N, 1° 36′ 51″ E / 41.94588889°N,1.61427778°E 471 msnm                                   |                                            |                                   | Modifica les dades a Wikidata |
|        | Cap de Costa          | Clariana de Cardener | masia               |                                          | 41° 56′ 50″ N, 1° 33′ 59″ E / 41.9472°N,1.56647°E Hortoneda 709 msnm                                |                                            |                                   | Modifica les dades a Wikidata |
|        | Ceriols               | Sant Just i Joval    | masia               |                                          | 41° 59′ 09″ N, 1° 34′ 07″ E / 41.9859681369382°N,1.5687388564515°E 678 msnm                         |                                            |                                   | Modifica les dades a Wikidata |
|        | Cogul                 | Sant Ponç            | masia               |                                          | 41° 57′ 26″ N, 1° 36′ 59″ E / 41.957359°N,1.616495°E 564 msnm                                       |                                            |                                   | Modifica les dades a Wikidata |
|        | Colilles              | Sant Just i Joval    | masia               |                                          | 41° 57′ 48″ N, 1° 35′ 41″ E / 41.9634°N,1.59481°E 619 msnm                                          |                                            |                                   | Modifica les dades a Wikidata |
|        | Era del Sobac         | Clariana de Cardener | masia               |                                          | 41° 58′ 42″ N, 1° 35′ 18″ E / 41.9783015285597°N,1.58819879681247°E                                 |                                            |                                   | Modifica les dades a Wikidata |
|        | Flotats               | Clariana de Cardener | masia               | Estil: arquitectura popular 17th century | 41° 56′ 01″ N, 1° 37′ 34″ E / 41.933518°N,1.626039°E ca:Ctra. C-55, km 68,1 501 msnm                | bé cultural d'interès local                | Flotats (Clariana de Cardener)    | Modifica les dades a Wikidata |
|        | Gargallosa            | Hortoneda            | masia               |                                          | 41° 57′ 32″ N, 1° 33′ 38″ E / 41.95891667°N,1.56058333°E 731 msnm                                   |                                            |                                   | Modifica les dades a Wikidata |
|        | Garrigó               | Clariana de Cardener | masia               | Estil: arquitectura popular 16th century | 41° 56′ 46″ N, 1° 37′ 17″ E / 41.946°N,1.62144°E 555 msnm                                           | bé cultural d'interès local                | Garrigó                           | Modifica les dades a Wikidata |
|        | Golorons              | Sant Just i Joval    | masia               |                                          | 41° 59′ 05″ N, 1° 35′ 48″ E / 41.98469444°N,1.59666667°E 585 msnm                                   |                                            | Golorons                          | Modifica les dades a Wikidata |
|        | Granja-escola Bajona  | Sant Just i Joval    | masia granja-escola |                                          | 41° 58′ 06″ N, 1° 35′ 09″ E / 41.968218°N,1.58592°E 688 msnm                                        |                                            |                                   | Modifica les dades a Wikidata |
|        | Montner               | Clariana de Cardener | masia               |                                          | 41° 56′ 29″ N, 1° 38′ 02″ E / 41.9415°N,1.63380556°E 612 msnm                                       |                                            |                                   | Modifica les dades a Wikidata |
|        | Torrades              | Clariana de Cardener | masia               | Estat: ruïnós                            | 41° 54′ 30″ N, 1° 36′ 04″ E / 41.90825°N,1.60105556°E 692 msnm                                      |                                            |                                   | Modifica les dades a Wikidata |
|        | Torre de Cardener     | Sant Just i Joval    | masia               |                                          | 41° 59′ 27″ N, 1° 35′ 12″ E / 41.99074722°N,1.58661667°E 542 msnm                                   |                                            |                                   | Modifica les dades a Wikidata |
|        | Través                | Sant Just i Joval    | masia               |                                          | 41° 58′ 00″ N, 1° 33′ 29″ E / 41.9666944444°N,1.55791666667°E 720 msnm                              |                                            |                                   | Modifica les dades a Wikidata |
|        | Trullars              | Clariana de Cardener | masia               | Estil: arquitectura popular 16th century | 41° 55′ 11″ N, 1° 35′ 51″ E / 41.91983333°N,1.59744444°E ca:Ctra. Freixinet a Su, esquerra 664 msnm | bé integrant del patrimoni cultural català | Trullars (Clariana de Cardener)   | Modifica les dades a Wikidata |
|        | Vilafranca (Solsonès) | Sant Just i Joval    | masia               | Estil: arquitectura popular 15th century | 41° 58′ 33″ N, 1° 35′ 22″ E / 41.97580556°N,1.58941667°E 606 msnm                                   | bé cultural d'interès local                | Vilafranca de Joval               | Modifica les dades a Wikidata |
|        | el Monestir           | Clariana de Cardener | masia               | Estat: ruïnós                            | 41° 54′ 59″ N, 1° 36′ 12″ E / 41.9164247914134°N,1.60346714074181°E 644 msnm                        |                                            |                                   | Modifica les dades a Wikidata |
|        | el Pujalt             | Sant Just i Joval    | masia               | Estat: enderrocat o destruït             | 41° 58′ 39″ N, 1° 34′ 40″ E / 41.9775512481754°N,1.57776267566263°E 640 msnm                        |                                            |                                   | Modifica les dades a Wikidata |
|        | el Rovelló            | Clariana de Cardener | masia               | Estat: ruïnós                            | 41° 54′ 57″ N, 1° 37′ 19″ E / 41.9157369494697°N,1.62182302989361°E 541 msnm                        |                                            |                                   | Modifica les dades a Wikidata |
|        | el Rèvol              | Clariana de Cardener | masia               | Estat: ruïnós                            | 41° 55′ 09″ N, 1° 37′ 41″ E / 41.9190901387789°N,1.62806982819791°E 535 msnm                        |                                            |                                   | Modifica les dades a Wikidata |
|        | el Soler de Clariana  | Clariana de Cardener | masia               | Estil: arquitectura popular 16th century | 41° 56′ 41″ N, 1° 37′ 27″ E / 41.94486111°N,1.62425°E 568 msnm                                      | bé cultural d'interès local                | El Soler de Clariana              | Modifica les dades a Wikidata |
|        | el Soler de Joval     | Sant Just i Joval    | masia               |                                          | 41° 57′ 40″ N, 1° 35′ 32″ E / 41.9612481605534°N,1.59225581219425°E 660 msnm                        |                                            |                                   | Modifica les dades a Wikidata |
|        | l'Armenter            | Sant Just i Joval    | masia               |                                          | 41° 58′ 55″ N, 1° 34′ 47″ E / 41.9819623069489°N,1.57977690908213°E 619 msnm                        |                                            |                                   | Modifica les dades a Wikidata |
|        | l'Obac                | Clariana de Cardener | masia               |                                          | 41° 55′ 32″ N, 1° 37′ 15″ E / 41.92549707405°N,1.62082904089985°E 524 msnm                          |                                            |                                   | Modifica les dades a Wikidata |
|        | l'Oliva               | Hortoneda            | masia               |                                          | 41° 57′ 01″ N, 1° 33′ 31″ E / 41.95036111°N,1.5585°E 712 msnm                                       |                                            |                                   | Modifica les dades a Wikidata |
|        | la Guàrdia            | Hortoneda            | masia               |                                          | 41° 57′ 06″ N, 1° 35′ 37″ E / 41.9516904964079°N,1.59357617314726°E 718 msnm                        |                                            |                                   | Modifica les dades a Wikidata |
|        | la Rabassa            | Clariana de Cardener | masia               |                                          | 41° 56′ 20″ N, 1° 37′ 19″ E / 41.9389°N,1.62206°E 454 msnm                                          |                                            |                                   | Modifica les dades a Wikidata |
|        | la Ribera             | Sant Ponç            | masia               | Estil: arquitectura popular 12nd century | 41° 57′ 33″ N, 1° 36′ 14″ E / 41.959196°N,1.603931°E ca:Ctra. Pantà Sampons, km 3 497 msnm          | bé cultural d'interès local                | La Ribera (Clariana)              | Modifica les dades a Wikidata |
|        | les Planes            | Clariana de Cardener | masia               |                                          | 41° 55′ 56″ N, 1° 38′ 55″ E / 41.9321°N,1.64859°E 451 msnm                                          |                                            |                                   | Modifica les dades a Wikidata |

## molí d'aigua
| imatge | Nom                | Ubicat a             | instància de | Detalls                                   | coordenades                                                                     | Protecció                                  | Commons (més fotos) | Dades a WD                    |
| ------ | ------------------ | -------------------- | ------------ | ----------------------------------------- | ------------------------------------------------------------------------------- | ------------------------------------------ | ------------------- | ----------------------------- |
|        | Molí de Buida-sacs | Clariana de Cardener | molí d'aigua | Estil: arquitectura romànica 12nd century | 41° 55′ 53″ N, 1° 38′ 25″ E / 41.9315°N,1.64026°E ca:Ctra. C-55, km 63 440 msnm | bé cultural d'interès local                | Molí de Buida-sacs  | Modifica les dades a Wikidata |
|        | Molí de Canet      | Clariana de Cardener | molí d'aigua | Estil: arquitectura popular               | 41° 56′ 43″ N, 1° 36′ 52″ E / 41.945296°N,1.61441°E 471 msnm                    | bé integrant del patrimoni cultural català |                     | Modifica les dades a Wikidata |

## muntanya
| imatge | Nom               | Ubicat a             | instància de | Detalls | coordenades                                                       | Protecció | Commons (més fotos) | Dades a WD                    |
| ------ | ----------------- | -------------------- | ------------ | ------- | ----------------------------------------------------------------- | --------- | ------------------- | ----------------------------- |
|        | Borrelles         | Clariana de Cardener | muntanya     |         | 41° 55′ 18″ N, 1° 36′ 14″ E / 41.92179°N,1.603837°E 659 msnm      |           |                     | Modifica les dades a Wikidata |
|        | Turó del Monestir | Clariana de Cardener | muntanya     |         | 41° 54′ 51″ N, 1° 36′ 12″ E / 41.91418333°N,1.60333889°E 644 msnm |           |                     | Modifica les dades a Wikidata |

## pont
| imatge | Nom                    | Ubicat a             | instància de | Detalls                                                     | coordenades                                                                                      | Protecció                                  | Commons (més fotos)    | Dades a WD                    |
| ------ | ---------------------- | -------------------- | ------------ | ----------------------------------------------------------- | ------------------------------------------------------------------------------------------------ | ------------------------------------------ | ---------------------- | ----------------------------- |
|        | Pont de Buida-sacs     | Clariana de Cardener | pont         | Estil: arquitectura popular 17th century Travessa: Cardener | 41° 55′ 54″ N, 1° 38′ 28″ E / 41.9317°N,1.64104°E ca:Ctra. de Cardona a Solsona, km 3,5 439 msnm | bé cultural d'interès local                | Pont de Buida-sacs     | Modifica les dades a Wikidata |
|        | Pont del Molí de Canet | Clariana de Cardener | pont         | Estil: arquitectura popular Travessa: Cardener              | 41° 56′ 43″ N, 1° 36′ 47″ E / 41.945285°N,1.613021°E 468 msnm                                    | bé integrant del patrimoni cultural català | Pont del Molí de Canet | Modifica les dades a Wikidata |

## serra
| imatge | Nom                | Ubicat a                           | instància de | Detalls | coordenades                                                       | Protecció | Commons (més fotos) | Dades a WD                    |
| ------ | ------------------ | ---------------------------------- | ------------ | ------- | ----------------------------------------------------------------- | --------- | ------------------- | ----------------------------- |
|        | Serra de Bàlius    | Cardona Clariana de Cardener Riner | serra        |         | 41° 53′ 34″ N, 1° 35′ 11″ E / 41.89265833°N,1.58646667°E 752 msnm |           |                     | Modifica les dades a Wikidata |
|        | Serra de Montner   | Clariana de Cardener Cardona       | serra        |         | 41° 56′ 24″ N, 1° 38′ 31″ E / 41.94008333°N,1.64198333°E 638 msnm |           |                     | Modifica les dades a Wikidata |
|        | Serra del Rèvol    | Clariana de Cardener               | serra        |         | 41° 55′ 06″ N, 1° 37′ 19″ E / 41.91841389°N,1.62194167°E 625 msnm |           |                     | Modifica les dades a Wikidata |
|        | Serrat de l'Isidre | Clariana de Cardener               | serra        |         | 41° 57′ 49″ N, 1° 34′ 50″ E / 41.9637°N,1.58068°E 732 msnm        |           |                     | Modifica les dades a Wikidata |
|        | Serrat del Llop    | Navès Clariana de Cardener         | serra        |         | 41° 57′ 41″ N, 1° 37′ 38″ E / 41.9613°N,1.6272°E 662 msnm         |           |                     | Modifica les dades a Wikidata |
|        | Serrat del Moro    | Clariana de Cardener               | serra        |         | 41° 58′ 53″ N, 1° 35′ 10″ E / 41.9813°N,1.58618°E 664 msnm        |           |                     | Modifica les dades a Wikidata |

## teuleria
| imatge | Nom                                 | Ubicat a             | instància de | Detalls                     | coordenades | Protecció                                  | Commons (més fotos) | Dades a WD                    |
| ------ | ----------------------------------- | -------------------- | ------------ | --------------------------- | ----------- | ------------------------------------------ | ------------------- | ----------------------------- |
|        | Forn de l'Oliva                     | Clariana de Cardener | teuleria     | Estil: arquitectura popular |             | bé integrant del patrimoni cultural català |                     | Modifica les dades a Wikidata |
|        | Rajoleria de l'obaga de l'Arguilagó | Clariana de Cardener | teuleria     | Estil: arquitectura popular |             | bé integrant del patrimoni cultural català |                     | Modifica les dades a Wikidata |

## Misc
| imatge | Nom                                       | Ubicat a                   | instància de               | Detalls                                                               | coordenades | Protecció                                            | Commons (més fotos)               | Dades a WD                    |
| ------ | ----------------------------------------- | -------------------------- | -------------------------- | --------------------------------------------------------------------- | --- | ---------------------------------------------------- | --------------------------------- | ----------------------------- |
|        | Buida-sacs                                | Clariana de Cardener       | quadra                     |                                                                       | 41° 55′ 53″ N, 1° 38′ 25″ E / 41.93147222°N,1.64025°E 445 msnm                                                    |                                                      |                                   | Modifica les dades a Wikidata |
|        | Burretlla                                 | Clariana de Cardener       | vèrtex geodèsic            | Alt: 1.2m                                                             | 41° 55′ 18″ N, 1° 36′ 14″ E / 41.921793°N,1.603844°E 661.307 msnm                                                 |                                                      |                                   | Modifica les dades a Wikidata |
|        | Castell de Clariana de Cardener           | Clariana de Cardener       | castell                    | Estil: arquitectura romànica 11st century Estat: parcialment destruït | 41° 56′ 09″ N, 1° 37′ 14″ E / 41.935845°N,1.620667°E ca:Dalt la costa al nord-oest del nucli de Clariana 598 msnm | bé d'interès cultural bé cultural d'interès nacional | Castell de Clariana de Cardener   | Modifica les dades a Wikidata |
|        | Els Casalots                              | Clariana de Cardener       | torre de defensa           |                                                                       | 41° 54′ 13″ N, 1° 35′ 32″ E / 41.9036052362445°N,1.5921365108627°E                                                |                                                      |                                   | Modifica les dades a Wikidata |
|        | Forat Negre                               | Clariana de Cardener       | cova                       |                                                                       | 41° 56′ 25″ N, 1° 37′ 21″ E / 41.9402879328898°N,1.62251278268949°E                                               |                                                      |                                   | Modifica les dades a Wikidata |
|        | Pou de gel de l'obaga de Flotats          | Clariana de Cardener       | pou de neu                 | Estil: arquitectura popular                                           | | bé integrant del patrimoni cultural català           |                                   | Modifica les dades a Wikidata |
|        | Torre de telegrafia òptica d'Hortoneda    | Clariana de Cardener       | torre de telegrafia òptica |                                                                       | 41° 57′ 01″ N, 1° 35′ 30″ E / 41.95025°N,1.5917°E                                                                 | bé integrant del patrimoni cultural català           |                                   | Modifica les dades a Wikidata |
|        | casa consistorial de Clariana de Cardener | Clariana de Cardener       | casa consistorial          |                                                                       | 41° 56′ 02″ N, 1° 37′ 29″ E / 41.9339103°N,1.6247513°E                                                            |                                                      | Town hall of Clariana de Cardener | Modifica les dades a Wikidata |
|        | font de Borrelles                         | Clariana de Cardener       | font                       |                                                                       | 41° 55′ 41″ N, 1° 36′ 18″ E / 41.9279274609429°N,1.6050615413976°E 626 msnm                                       |                                                      |                                   | Modifica les dades a Wikidata |
|        | pantà de Sant Ponç                        | Clariana de Cardener Olius | embassament llac           | Superfície: 144.5ha Volum: 24.4hm³ Conca: 317km²                      | 41° 57′ 47″ N, 1° 36′ 19″ E / 41.96291667°N,1.60519444°E 530 msnm                                                 |                                                      | Pantà de Sant Ponç                | Modifica les dades a Wikidata |